# Зелёнкин, Михаил Михайлович
Михаил Михайлович Зелёнкин (бел. Міхаіл Міхайлавіч Зялёнкін; 1920—1991) — майор Красной армии, участник Великой Отечественной войны, Герой Советского Союза (1946).

## Биография

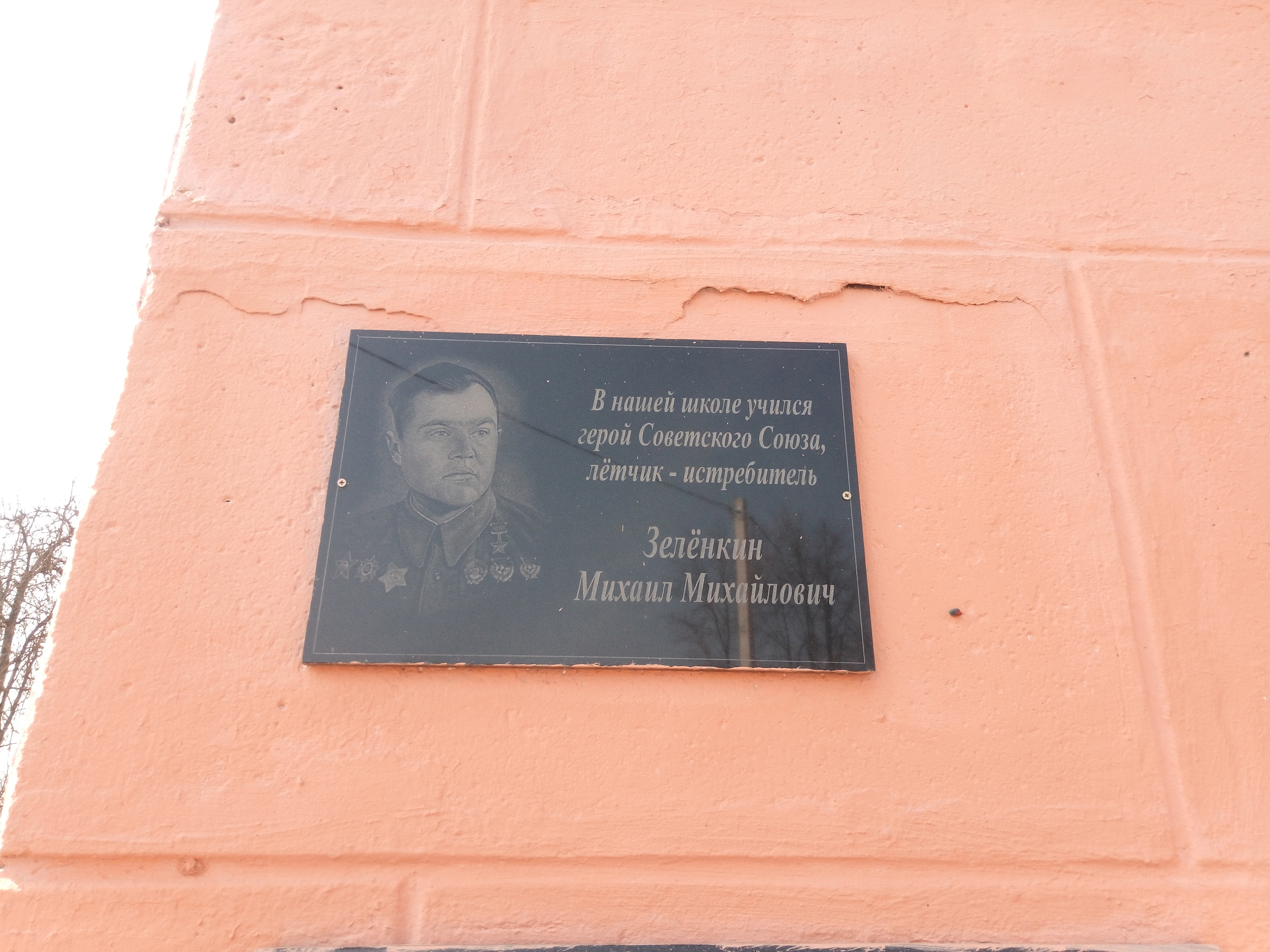
Памятная табличка на здании школы в честь М. М. Зелёнкина в Руденске

Михаил Зелёнкин родился 20 сентября 1920 года на станции Руденск (ныне — посёлок в Пуховичском районе Минской области Белоруссии). После окончания Витебского художественного училища работал на минской фабрике «Октябрь». В 1939 году окончил аэроклуб в Минске. В 1940 году Зелёнкин был призван на службу в Рабоче-крестьянскую Красную Армию. В 1941 году он окончил Батайскую военную авиационную школу лётчиков. С декабря 1941 года — на фронтах Великой Отечественной войны. Принимал участие в боях на Калининском, Западном, 1-м и 2-м Белорусских фронтах.
К августу 1944 года старший лейтенант Михаил Зелёнкин командовал звеном 156-го истребительного авиаполка 215-й истребительной авиадивизии 8-го истребительного авиакорпуса 16-й воздушной армии 1-го Белорусского фронта. К тому времени он совершил 218 боевых вылетов, в воздушных боях лично сбил 20 самолётов противника и ещё 3 — в группе.
Указом Президиума Верховного Совета СССР от 15 мая 1946 года за «мужество и героизм, проявленные в боях» старший лейтенант Михаил Зелёнкин был удостоен высокого звания Героя Советского Союза с вручением ордена Ленина и медали «Золотая Звезда» за номером 6134.
Награждение по этому представлению запоздало почти на полтора года, но М. М. Зеленкин столь же успешно сражался и после того, как был представлен к званию Героя. К 9 мая 1945 года он выполнил 264 боевых вылета, провёл 45 воздушных боёв, сбил 28 германских самолётов лично и 4 в составе группы.
В декабре 1945 года Зелёнкин был уволен в запас, уже в запасе получил воинское звание майора. Проживал в Минске. В 1954 году окончил Белорусский институт народного хозяйства. Работал художником. Скончался 14 июня 1991 года, похоронен на Северном кладбище Минска.
Член Союза художников СССР.

## Награды и звания

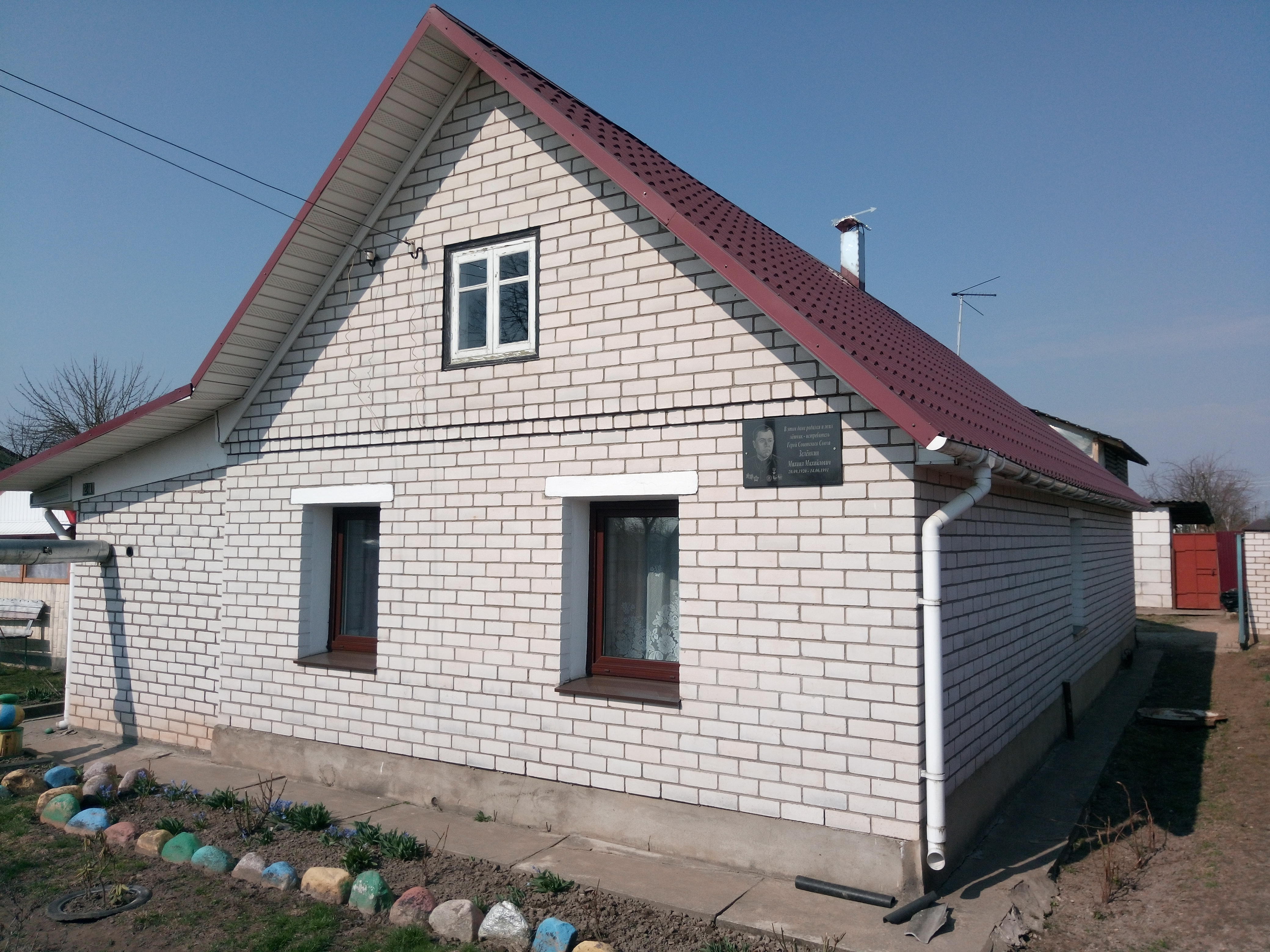
Памятная табличка на доме, где жил Герой Советского Союза М. М. Зелёнкин, в Руденске

Был также награждён двумя орденами Красного Знамени, орденом Суворова III степени, двумя орденами Отечественной войны I степени, орденом Красной Звезды, рядом медалей.

## Память
- Памятная табличка на доме, где жил Герой Советского Союза М. М. Зелёнкин, в Руденске Пуховичского района Минской области
- Памятная табличка на здании школы в честь М. М. Зелёнкина в Руденске Пуховичского района Минской области